# Lóránt László
Lóránt László, Lichter (Baja, 1905. december 2. – Bécs, 1965. május) költő, író, újságíró.

## Élete
Lichter Dezső lakatos és Lichter Etel fia. Középiskolai tanulmányait a bajai ciszterci rendi katolikus gimnáziumban végezte. Már fiatal korától jelentek meg versei, regényei. Színműveket is írt, a Föld halála című darabját Párizsban elő is adták. 1957-ben kivándorolt, előbb Tel-Avivban, majd Bécsben élt, ahol antikváriumot vezetett.

## Főbb művei
- Pillangók násza (novellák, Budapest, 1926)
- Tettének oka ismeretlen (regény, Budapest, 1933)
- A gépmadár dala (versek, Budapest. 1935)
- Pesti képeskönyv (versek, Budapest, 1937)
- A fekete malom (regény, Budapest, 1939)
- Párisi szálloda (regény, Budapest, 1943)
- Paletta (modernfestők portrésorozata, Budapest, 1944)
- Don Quijote csodálatos feltámadása (drámai játék, Budapest, 1946)
- Vallomás öt perccel 12 előtt (versek, Budapest, 1946)
- Pont úr és az asszonyok (kisregény, Budapest, 1947)